# الألعاب الأولمبية الصيفية للشباب 2030
دورة الألعاب الأولمبية الصيفية للشباب 2030، المعروفة رسميًا باسم الألعاب الأولمبية الصيفية الخامسة للشباب (بالفرنسية: Les Vème Jeux olympiques de la jeunesse d'été)‏ ستكون النسخة الخامسة من دورة الألعاب الأولمبية الصيفية للشباب، وهي مهرجان رياضي وتعليمي وثقافي دولي للمراهقين، في مدينة حددتها اللجنة الأولمبية الدولية (IOC).

## عملية تقديم العطاءات
تمت الموافقة على عملية تقديم العطاءات الجديدة للجنة الأولمبية الدولية في الدورة 134 للجنة الأولمبية الدولية في لوزان، سويسرا. المقترحات الرئيسية المدفوعة بالتوصيات ذات الصلة من الأجندة الأولمبية 2020، هي:
- قم بإنشاء حوار دائم ومستمر لاستكشاف وخلق الاهتمام بين المدن / المناطق / البلدان واللجان الأولمبية الوطنية لأي حدث أولمبي
- إنشاء لجنتين مضيفتين في المستقبل (الألعاب الصيفية والشتوية) للإشراف على الاهتمام بالأحداث الأولمبية المستقبلية وتقديم تقرير إلى المجلس التنفيذي للجنة الأولمبية الدولية
- امنح جلسة اللجنة الأولمبية الدولية مزيدًا من التأثير من خلال جعل أعضاء من غير أعضاء المجلس التنفيذي جزءًا من اللجان المضيفة المستقبلية

قامت اللجنة الأولمبية الدولية أيضًا بتعديل الميثاق الأولمبي لزيادة المرونة عن طريق إزالة تاريخ الانتخابات من 7 سنوات قبل الألعاب، وتغيير البلد المضيف كمدينة إلى مدن أو مناطق أو دول متعددة.

### اللجان الصيفية المضيفة المستقبلية
التكوين الكامل للجان الصيفية، أو الإشراف على المضيفين المهتمين، أو مع المضيفين المحتملين حيث قد ترغب اللجنة الأولمبية الدولية في إثارة الاهتمام، على النحو التالي:
| أعضاء اللجنة الأولمبية الدولية (6)                                                                                      | الأعضاء الآخرين (4) |
| --- | --- |
| - كريستين كلوستر آسين (كرسي) - ديك باوند - لي لينجوي - كوليندا جرابار كيتاروفيتش - لويس ميخيا أوفييدو - فيلومينا فورتيس | - سارة ووكر (لجنة الرياضيون) - فرانشيسكو ريتشي بيتي (رابطة الاتحادات الرياضية الدولية للألعاب الأولمبية الصيفية) - بول تيرغات (لجنة أولمبية وطنية) - أندرو بارسونز (اللجنة البارالمبية الدولية) |

### مراحل الحوار
وفقًا لاختصاصات لجنة مضيف المستقبل مع قواعد السلوك، ينقسم نظام عطاءات اللجنة الأولمبية الدولية الجديد إلى مرحلتين من الحوار هما:
- الحوار المستمر : المناقشات غير الملزمة بين اللجنة الأولمبية الدولية والأطراف المعنية (المدينة / المنطقة / الدولة / اللجنة الأولمبية الوطنية المهتمة بالاستضافة) فيما يتعلق باستضافة الأحداث الأولمبية المستقبلية.
- الحوار المستهدف : المناقشات المستهدفة مع واحد أو أكثر من الأطراف المهتمة (يسمى المضيف (المضيفون المفضلون) )، وفقًا لتعليمات المجلس التنفيذي للجنة الأولمبية الدولية. يأتي ذلك عقب توصية من «لجنة المستقبل المضيفة» نتيجة للحوار المستمر.

### الجدول الزمني
- اجتماع اللجنة المستضيفة في الصيف (16–17 يناير 2020)

## الأطراف المهتمة
فيما يلي الأطراف المهتمة بتقديم العطاءات لدورة الألعاب الأولمبية الصيفية للشباب 2030، والتي شارك أحدها في حوار مستهدف مع اللجنة الأولمبية الدولية واللجنة المضيفة المستقبلية:

### الأمريكتان
- قرطاجنة، كولومبيا

في سبتمبر 2019، التقى رئيس اللجنة الأولمبية الدولية، توماس باخ، برئيس جمهورية كولومبيا إيفان دوكي ماركيز . وأعرب دوكي عن اهتمامه الشديد بالترشح لدورة الألعاب الأولمبية للشباب في عام 2026، كما ناقشوا برنامج المؤسسة الأولمبية للاجئين في كولومبيا.
- ميديلين، كولومبيا

في كانون الثاني (يناير) 2020، قيل إن ميديلين ستعرض مرة أخرى لدورة الألعاب الأولمبية الصيفية للشباب، بعد خسارة عرض 2018 ضد بوينس آيرس. في وقت لاحق من شهر فبراير، وافقت اللجنة الأولمبية الكولومبية على ميديلين كعرض البلاد للأولمبياد.

### آسيا
- مومباي، الهند

في أبريل 2018، التقى رئيس اللجنة الأولمبية الدولية، توماس باخ، برئيس الجمعية الأولمبية الهندية ناريندر دروف باترا في رحلته إلى الهند. ناقش الزعيمان مستقبل الرياضة الأولمبية في البلاد - لا سيما بالنظر إلى دورة الألعاب الأولمبية طوكيو 2020. كما تحدثوا عن ترشيح محتمل للهند لاستضافة دورة الألعاب الأولمبية الصيفية للشباب 2026 والاهتمام القوي بدورة الألعاب الأولمبية الصيفية 2032 وأولمبياد المعاقين . في وقت لاحق، أعربت عضو اللجنة الأولمبية الدولية نيتا أمباني عن التزامها بترشيح مومباي لدورة الألعاب الأولمبية للشباب 2026، فضلاً عن اهتمامها القوي بدورة الألعاب الأولمبية الصيفية لعام 2032. كشف ناريندرا باترا أن الألعاب الأولمبية الصيفية للشباب لعام 2026 ستقام إما في دلهي أو بوبانسوار. استبعد باترا عملياً مدينة مومباي - المدينة الثالثة في السباق - لأن البنية التحتية هناك يجب أن تُبنى من الصفر. ستستضيف الهند أيضًا الدورة الـ 140 للجنة الأولمبية الدولية في مومباي عام 2023. في 2 مايو 2020، في مؤتمر صحفي، قال باترا إن IOA جادة في تقديم العطاءات لهذا الحدث وستبدأ في إعداد وثائق العطاء عندما تخف جائحة فيروس كورونا .
- بانكوك–تشونبوري، تايلاند

في سبتمبر 2017، اقترح خون ينج باتاما ليسواتراكول على البلاد تقديم عرض للألعاب الأولمبية للشباب أولاً، الأحداث الرياضية العالمية التي يحتمل أن تُمنح، بعد أن منحت اللجنة الأولمبية الدولية (IOC) باريس ولوس أنجلوس استضافة الألعاب الأولمبية الصيفية 2024 و 2028 على التوالي خلال الدورة 131 للجنة الأولمبية الدولية . تم انتخابها أيضًا كعضو في اللجنة الأولمبية الدولية في دورة اللجنة الأولمبية الدولية هذه. أيدت فكرتها من قبل رئيس NOCT، نائب رئيس الوزراء الجنرال. براويت وونجسوان . خون ينج باتاما والجنرال. أبدى براويت اهتمامًا كبيرًا باستضافة الألعاب الأولمبية الصيفية المقبلة للشباب لرئيس اللجنة الأولمبية الدولية توماس باخ خلال دورة الألعاب الأولمبية الشتوية لعام 2018 في بيونغتشانغ، كوريا الجنوبية .

خلال مؤتمر SportAccord 2018 في بانكوك، حضر الرئيس باخ هذه الاتفاقية، والتقى برئيس الوزراء، الجنرال. برايوث تشان أو تشا في مبنى تاي خو فاه، مقر الحكومة في تايلاند . الجنرال. عرض برايوت على اللجنة الأولمبية الدولية لتقديم العطاءات لاستضافة دورة الألعاب الأولمبية الصيفية للشباب 2026.
في 2 أكتوبر، وافق مجلس الوزراء التايلاندي على خطة عرض 2026 لأولمبياد الشباب من قبل وزارة السياحة والرياضة، قدمت وزارة السياحة والرياضة الدخل التقديري والأموال المتجددة من الألعاب بحوالي 1،000 مليون بات تايلاندي . في 12 أكتوبر، زار الوزير وييراساك كوسورات وعضو اللجنة الأولمبية الدولية خون يينغ باتاما ليسواتراكول وحاكم هيئة الرياضة في تايلاند كونغساك يودماني وعضو ANOC ومستشار NOCT سومساك ليسواتراكول لمراقبة الألعاب الأولمبية الصيفية للشباب لعام 2018 في بوينس آيرس، الأرجنتين . كما التقوا برئيس اللجنة الأولمبية الدولية توماس باخ ورئيس اللجنة المنظمة لياندرو لاروسا لمناقشة المبادئ التوجيهية لاستضافة أولمبياد الشباب 2026.
خلال دورة الألعاب الأولمبية الشتوية للشباب لعام 2020 في لوزان، سويسرا في 17 يناير 2020، عضو اللجنة الأولمبية الدولية خون يينغ باتاما ليسواتراكول، ممثل الحكومة - وزير السياحة والرياضة بيبات راتشاكيتبراكان، ممثل NOCT - الجنرال. التقى روناشاي مونشوسونتورنكول وحاكم SAT كونغساك يودماني رئيس اللجنة الأولمبية الدولية توماس باخ لتقديم الضمان الحكومي لدورة الألعاب الأولمبية الصيفية للشباب لعام 2026 ومشاركات مكافحة المنشطات من الحكومة بعد تعليق جمعية رفع الأثقال التايلاندية للهواة بسبب جرائم المنشطات المتعددة وإغلاق مختبر مكافحة المنشطات في تايلاند تحت.
في 15 مايو، اقترحت لجنة العطاءات ترشيحًا مشتركًا من بانكوك ومقاطعة تشونبوري وخططت لإرسال نيتها لتقديم عطاء إلى اللجنة الأولمبية الدولية (IOC) في غضون الأسبوع المقبل. كما تم الإعلان عن شعار «الشباب مع الشباب من أجل الشباب» من قبل لجنة العطاءات. في 5 يونيو، عقد اجتماع لجنة العطاءات للمرة الثانية. تلقوا رسالة من اللجنة الأولمبية الدولية (IOC) لتأكيد أن عرض بانكوك - تشونبوري قد شارك بالفعل في الحوار الدائم والمستمر لعملية تقديم العطاءات الجديدة.

### أوروبا
- قازان، روسيا

في ديسمبر من عام 2019، أكد وزير الرياضة بجمهورية تتارستان، فلاديمير ليونوف، أن قازان تنوي التقدم بطلب للحصول على أولمبياد الشباب 2026، واستضافت قازان دورة الألعاب الجامعية الصيفية 2013 والعديد من مباريات كأس العالم 2018 وبطولة 2022 الخاصة. دورة الالعاب الاولمبية الشتوية العالمية .
- كييف أو أوديسا، أوكرانيا

في أغسطس 2021، أعلن وزير الرياضة الأوكراني فاديم هوتسايت أن أوكرانيا يمكنها تقديم عرض لاستضافة أولمبياد الشباب لعام 2030 والألعاب الأولمبية الصيفية لعام 2036 إما بالعاصمة كييف أو مدينة أوديسا الساحلية. لم تستضيف الدولة أبدًا الألعاب الأولمبية ولا أولمبياد الشباب. إذا تم منحها، فستكون هذه هي المرة الأولى التي تستضيف فيها البلاد حدثًا خاضعًا لعقوبات اللجنة الأولمبية الدولية، ويمكن لأوكرانيا أيضًا تقديم عرض لاستضافة دورة الألعاب الأولمبية الشتوية للشباب لعام 2028 أو 2032. كما تقدم أوديسا عطاءات لاستضافة معرض إكسبو 2030 .

## حقوق البث
- Brazil – Grupo Globo[27]
- North Korea – جاي تي بي سي[28]
- South Korea – جاي تي بي سي
- United States – NBCUniversal

## روابط خارجية
- موقع الالعاب الاولمبية للشباب

قالب:Olympics bids